# Corps de méharistes français libres
Le Corps de méharistes français libres (les Anglais appelaient ce corps le Free French Camel Corps) était une unité méhariste de cavalerie chamelière des forces françaises libres, fondée entre autres par le capitaine Edouard Dieffenbach, sous le commandement du général Charles de Gaulle pendant la Seconde Guerre mondiale.

## Histoire

### Formation
Cofondée à Djibouti par le capitaine Édouard Dieffenbach, vétéran alsacien de la Première Guerre mondiale, en tant que commandant adjoint, d'abord constituée sous le nom de Peloton méhariste français libre, l'unité est ensuite rebaptisée Corps de méharistes français libres. Elle a été active de septembre 1941 à février 1942,[réf. nécessaire] avec un effectif initial estimé à environ 15-20 chameaux avec cavaliers. Parmi les troupes, outre Edouard Dieffenbach, on trouve le lieutenant Magendie, l'adjudant Emile Cayre, les sergents Battaglini, le sergent Carbuccia (un Corse tué au combat pour la France lors de la campagne d'Italie), le caporal Farner, le médecin, le commandant Griveau et environ 14 autres compatriotes,.

### Campagnes
L'unité est stationnée dans des zones équivalentes aux actuelles Somalie, Éthiopie et Érythrée, alors sous occupation.
L'unité a notamment combattu aux côtés du British Somaliland Camel Corps et a participé à des actions en Afrique de l'Est.